# Batle de Mallorca
El batle de Mallorca és de les primeres institucions amb què Jaume I dotà el nou Regne de Mallorca després de la conquesta de Jaume I. Tant és així, que el primer batlle, Jaume Safareig, fou nomenat al càrrec abans de la presa de la ciutat.
Inicialment era l'únic batle reial de tota l'illa i les seves funcions es restringien a tasques control i administració. Però aviat s'ampliaren a responsable de la gestió del patrimoni reial i a d'òrgan de justícia. Per la darrera tasca, es va crear la Cúria del batlle, amb un paper de tribunal ordinari i com a jutge d'apel·lació de les sentències dels batlles de les viles de la resta de l'illa. El batlle era nomenat pel rei, o si no era possible fer-ho directament, a través de la Governació. A partir del 1447 va passar a ser nomenat seguint el règim de sac i sort.
Coincidint amb la senyoria mallorquina de Pere de Portugal (1231-1244), s'instauraren els batles reials que actuaven sobre els termes dels antics juz musulmans de la Part Forana de la porció reial (Inca, Pollença, Sineu, Montuïri i Artà), també els magnats i grans senyors feudals crearen les seves batlies senyorials en els seus dominis, restant el batle de Mallorca la segona instància judicial per sobre dels altres. A partir de l'ordenació de les viles l'any 1300 per part de Jaume II de Mallorca, les batlies foranes reials passaren a coincidir amb les parròquies de tot el territori, ampliant el seu nombre a 33.